# Phenomena (tidsskrift)
Phenomena var "et fanzine om skræk og rædsel", der udkom i seks numre mellem 1989 og 1990, hvor det blev udgivet og redigeret af Søren Henrik Jacobsen.
Phenomena var opkaldt efter Dario Argentos skrækfilm af samme navn. Bladets skribenter var Nicolas Barbano, Hasse Jacobsen, Søren Henrik Jacobsen, Peder Pedersen, Niels K. Petersen, Thomas Rostock, Steen Schapiro og Torben Simonsen.
Redaktøren er i dag aktiv på internettet med Skræk og rædsel – en blog om horror, se link nedenfor.

## Eksterne links
- Phenomena som pdf-filer Arkiveret 6. juni 2007 hos  Wayback Machine
- Skræk og rædsel – en blog om horror